# 小倉斉 (映画プロデューサー)
小倉 斉（おぐら ひとし、1940年7月28日 - ）は、日本映画のプロデューサー。

## 経歴
1959年に東宝撮影所製作部技術課に入社。その後縁起かを経て1971年より東宝映画に出向し芸能室室長となる。その後企画室に入りプロデューサーとしてたのきんトリオやジャニーズ事務所の映画を製作。その後、映画から身を引き東宝映像美術の管理職に就く。

## 担当作品
- 1981年　-　「駅 STATION」
- 1982年　-　「三等高校生」
- 1983年　-　「プルメリアの伝説 天国のキッス」
- 1983年　-　「嵐を呼ぶ男」
- 1983年　-　「あいつとララバイ」
- 1985年　-　「愛・旅立ち」
- 1985年　-　「春の鐘」
- 1985年　-　「姉妹坂」
- 1987年　-　「19ナインティーン」
- 1988年　-　「アナザーウェイ D機関情報」